# Louis Goldstein
Louis M. Goldstein é um linguista e cientista da cognição estadunidense. Professor do Departamento de Linguística da Universidade do Sul da Califórnia, é cientista sênior do Laboratórios Haskins em New Haven, Connecticut, e membro fundador da Association for Laboratory Fonology.
Ele é mais conhecido pelo desenvolvimento, com Catherine Browman, da teoria da fonologia articulatória, uma abordagem baseada em gestos para a estrutura fonológica e fonética.